# Comuna Mihalț, Alba
Mihalț (în maghiară: Mihálcfalva, în germană: Michelsdorf) este o comună în județul Alba, Transilvania, România, formată din satele Cistei, Mihalț (reședința), Obreja și Zărieș.

## Demografie
Componența etnică a comunei Mihalț
     Români (91,34%)
     Romi (2,58%)
     Alte etnii (0,36%)
     Necunoscută (5,72%)
Componența confesională a comunei Mihalț
     Ortodocși (90,63%)
     Greco-catolici (1,74%)
     Alte religii (1,74%)
     Necunoscută (5,88%)
Conform recensământului efectuat în 2021, populația comunei Mihalț se ridică la 3.096 de locuitori, în creștere față de recensământul anterior din 2011, când fuseseră înregistrați 3.051 de locuitori. Majoritatea locuitorilor sunt români (91,34%), cu o minoritate de romi (2,58%), iar pentru 5,72% nu se cunoaște apartenența etnică. Din punct de vedere confesional, majoritatea locuitorilor sunt ortodocși (90,63%), cu o minoritate de greco-catolici (1,74%), iar pentru 5,88% nu se cunoaște apartenența confesională.

## Politică și administrație
Comuna Mihalț este administrată de un primar și un consiliu local compus din 13 consilieri. Primarul, Flavius Breaz[*], de la Partidul Național Liberal, este în funcție din 2008. Începând cu alegerile locale din 2024, consiliul local are următoarea componență pe partide politice:
|  | Partid                          | Consilieri | Componența Consiliului | Componența Consiliului | Componența Consiliului | Componența Consiliului | Componența Consiliului | Componența Consiliului | Componența Consiliului | Componența Consiliului | Componența Consiliului |
|  | ------------------------------- | ---------- | ---------------------- | ---------------------- | ---------------------- | ---------------------- | ---------------------- | ---------------------- | ---------------------- | ---------------------- | ---------------------- |
|  | Partidul Național Liberal       | 9          |                        |                        |                        |                        |                        |                        |                        |                        |                        |
|  | Partidul Social Democrat        | 2          |                        |                        |                        |                        |                        |                        |                        |                        |                        |
|  | Uniunea Salvați România         | 1          |                        |                        |                        |                        |                        |                        |                        |                        |                        |
|  | Alianța pentru Unirea Românilor | 1          |                        |                        |                        |                        |                        |                        |                        |                        |                        |

## Personalități
- Ion Breazu (1901 - 1958), istoric literar și publicist;
- Nicolae Mărgineanu (1905 - 1980), psiholog;
- Dorin Giurgiuca (1944 - 2013), sportiv la tenis de masă.

## Monumente
- Biserica „Sfinții Petru și Pavel” din Mihalț, secolul al XIX-lea, ortodoxă
- Biserica „Sfânta Treime” din Mihalț, sfințită în 1884 ca biserică greco-catolică,[8] în prezent ortodoxă
- Biserica „Schimbarea la Față” din Mihalț, secolul XXI, greco-catolică
- Biserica „Sfântul Nicolae din satul Cistei, sfințită în 1876 ca biserică greco-catolică,[9] în prezent ortodoxă
- Biserica Sfinții Arhangheli din satul Obreja, sfințită în 1804 ca biserică greco-catolică,[10] în prezent ortodoxă
- Castelul Wesselényi din Obreja, edificiu din anul 1778

## Imagini

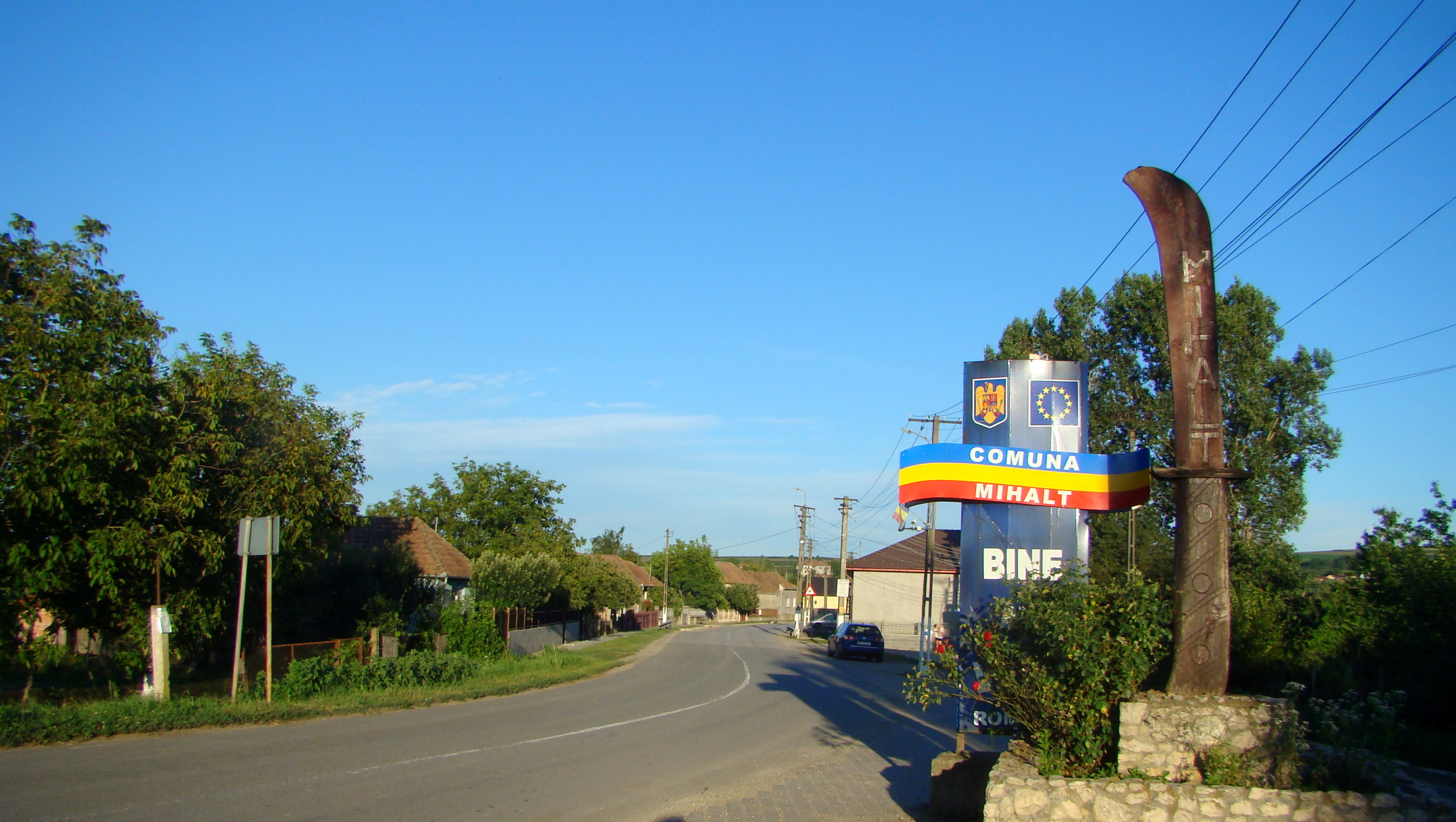
Intrarea în localitate
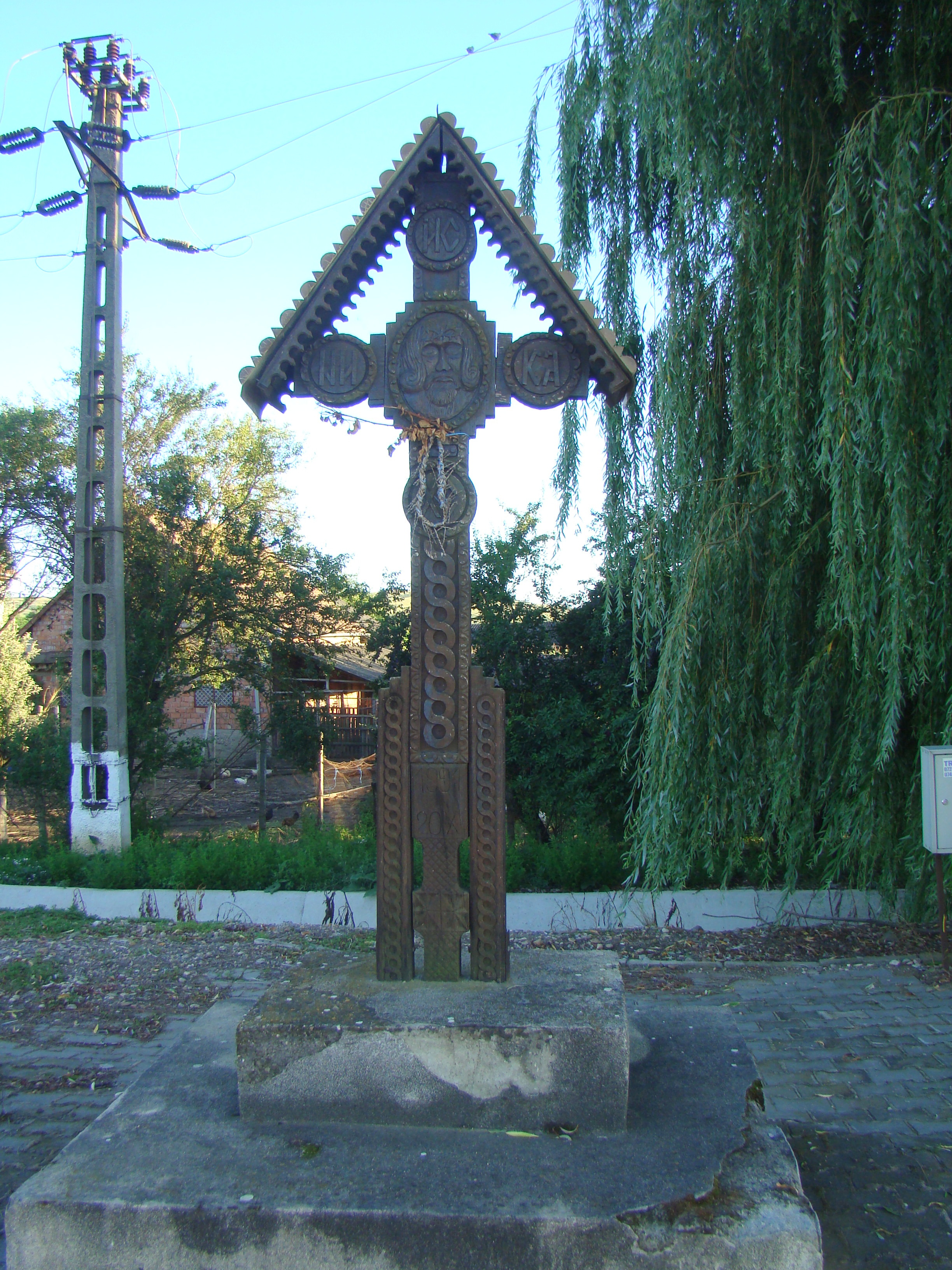
Troița de la intrare
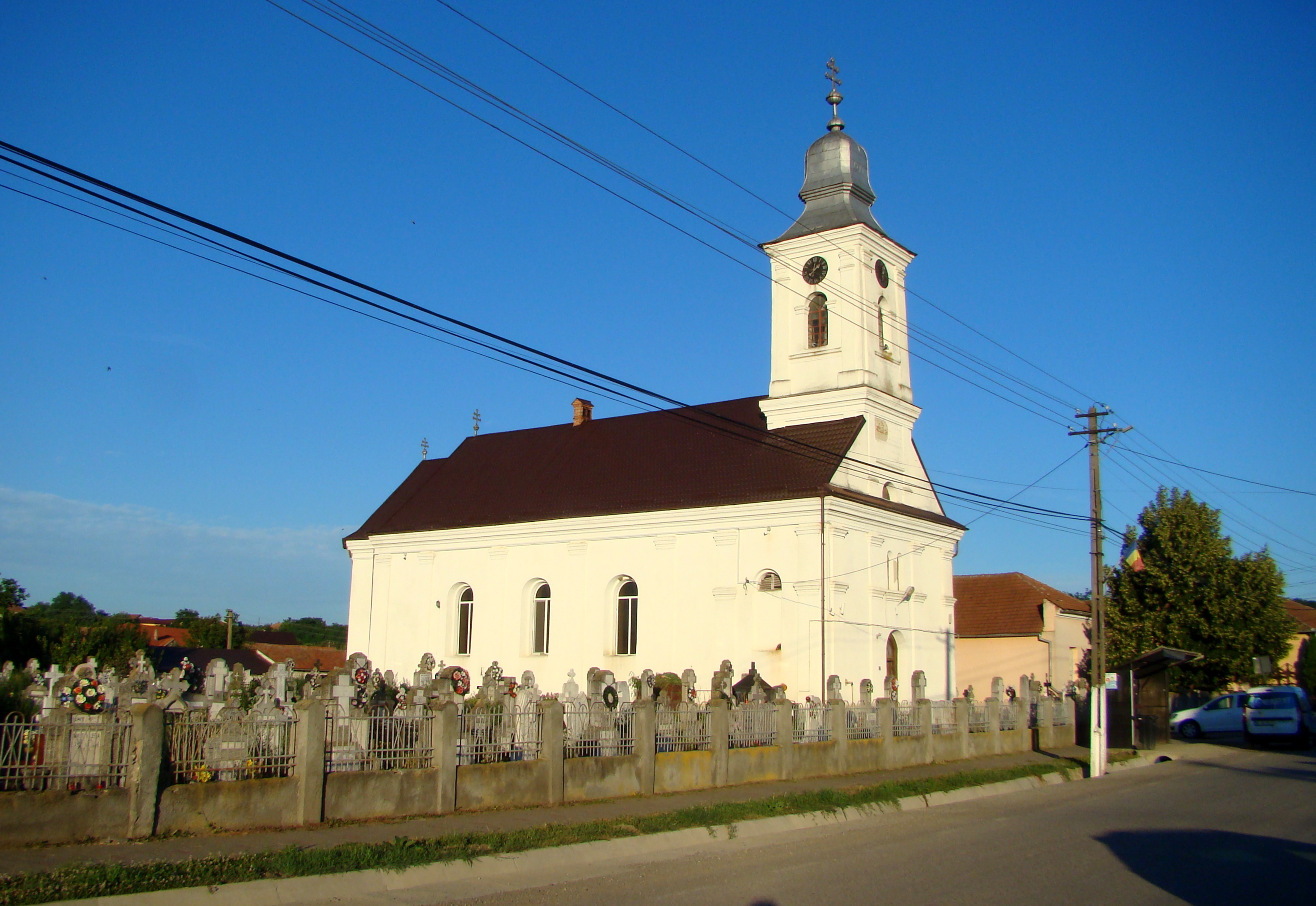
Biserica „Sfinții Petru și Pavel”
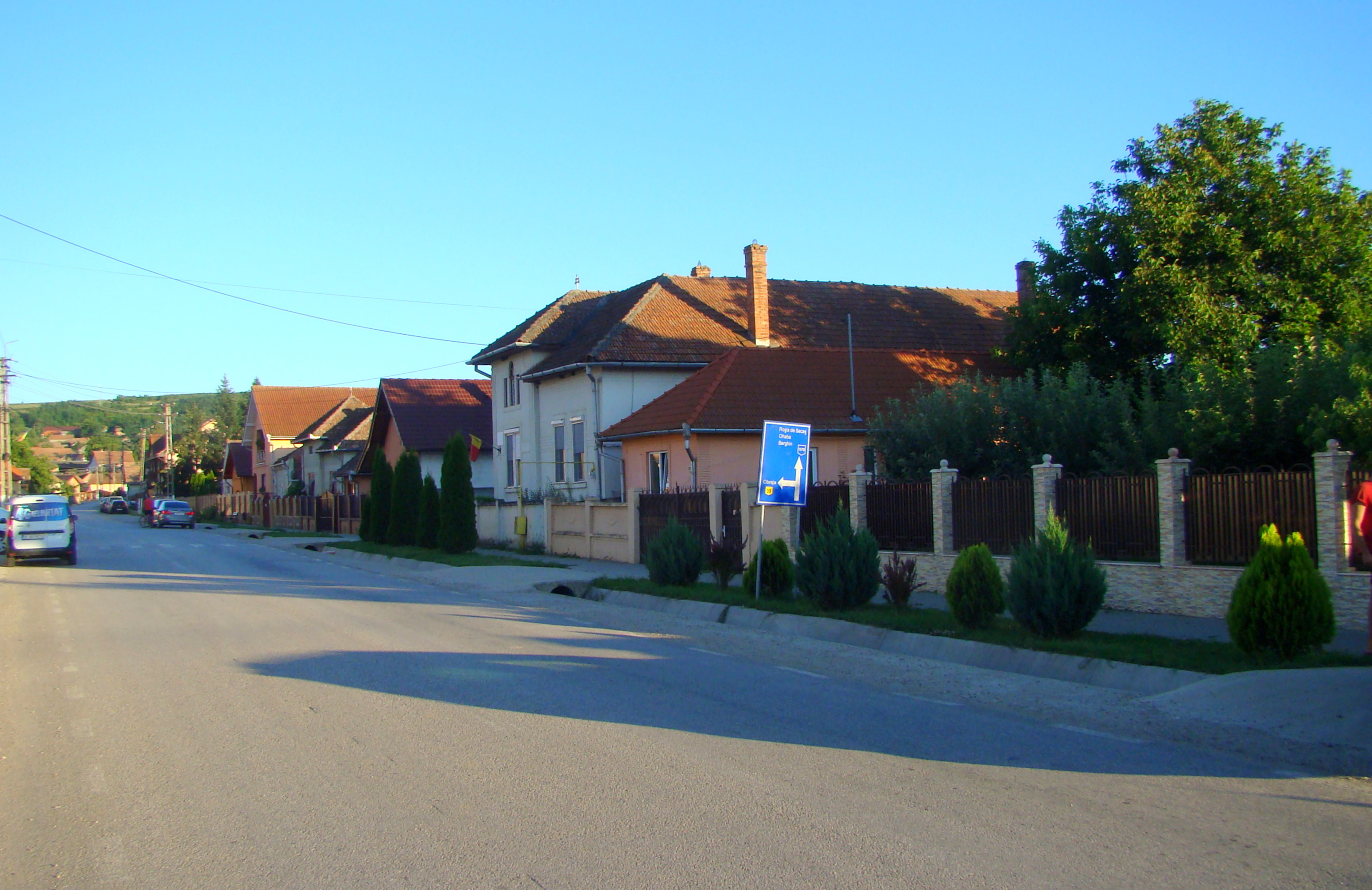
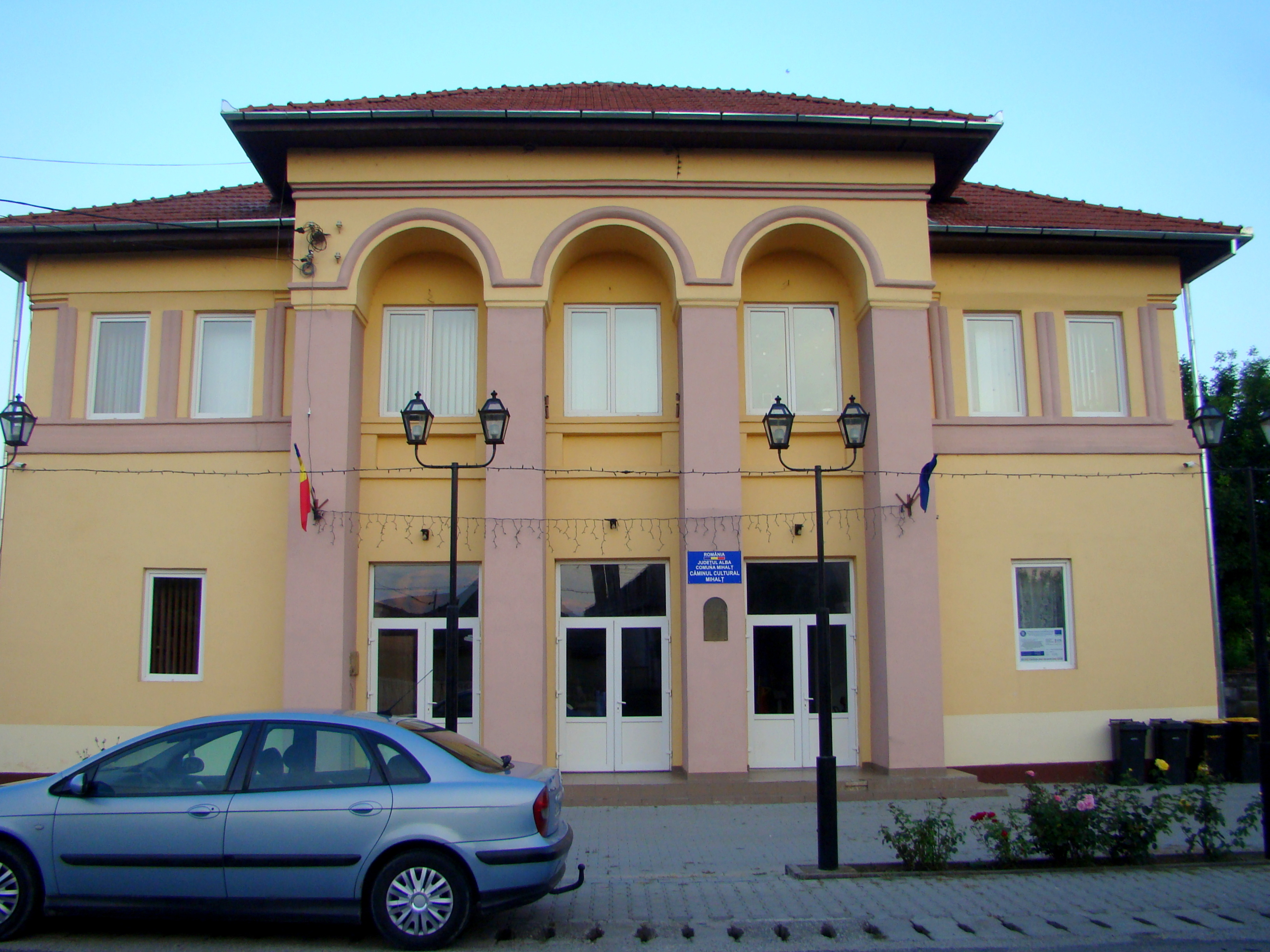
Căminul cultural
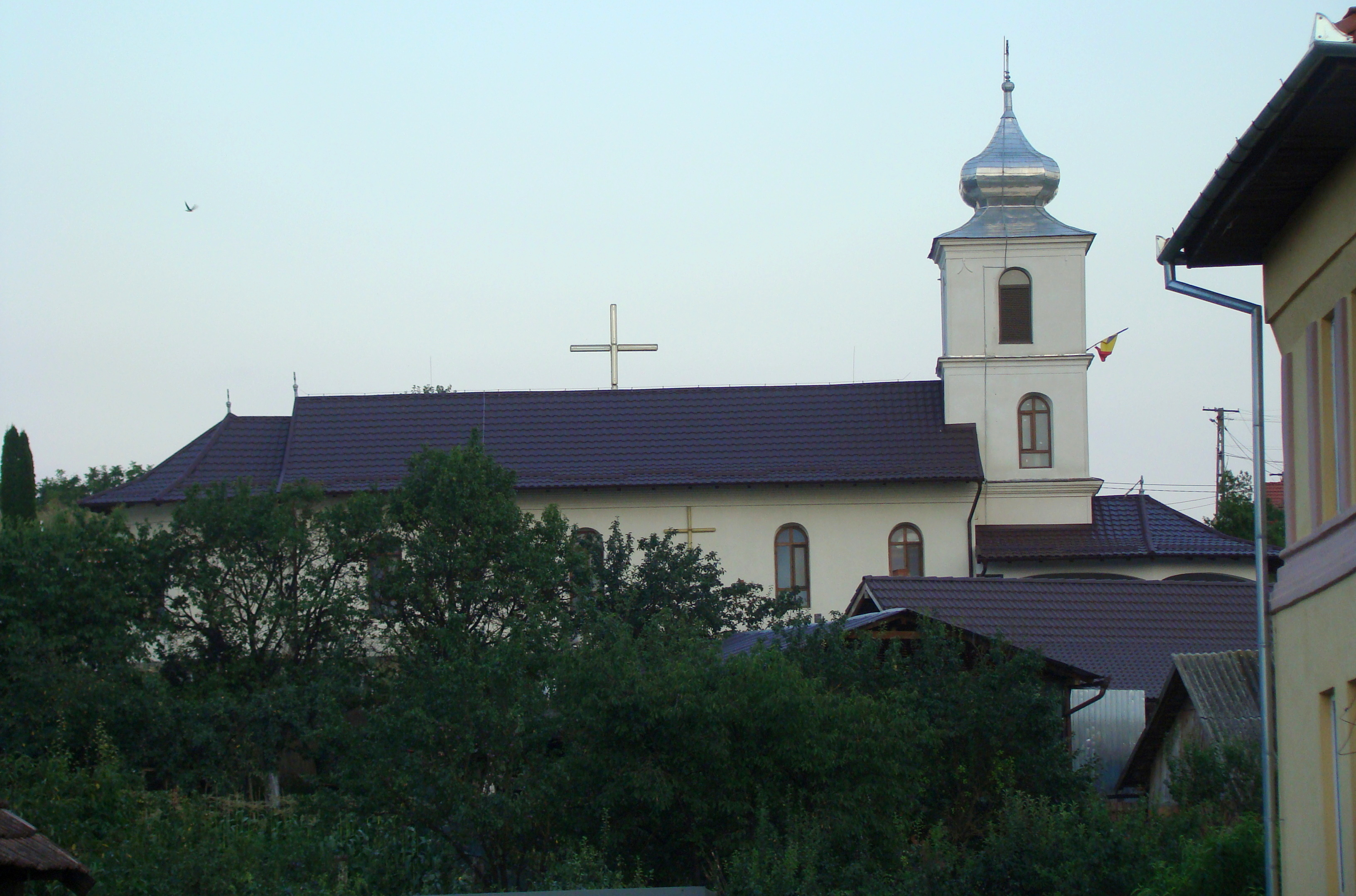
Biserica „Sfânta Treime”
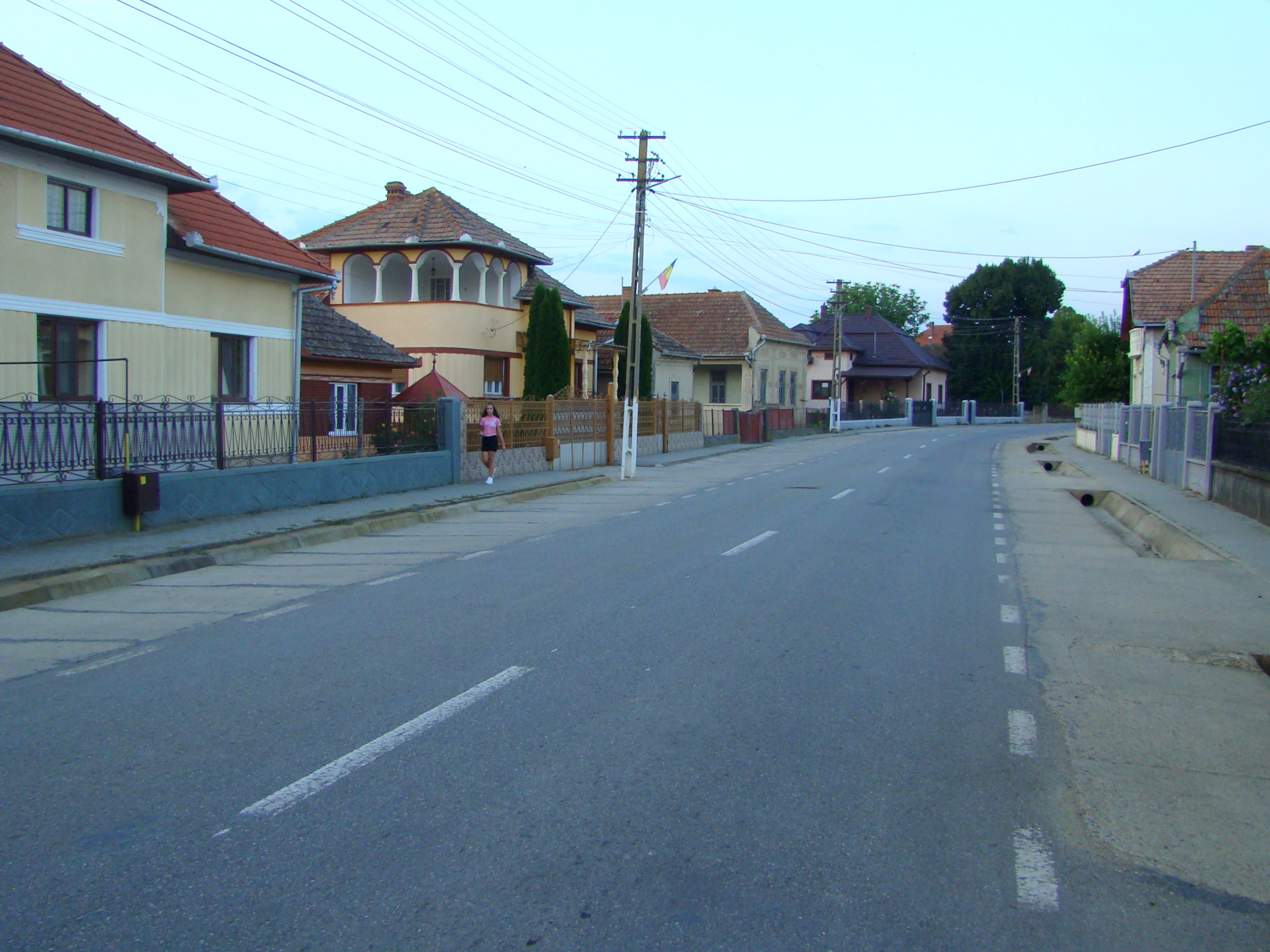
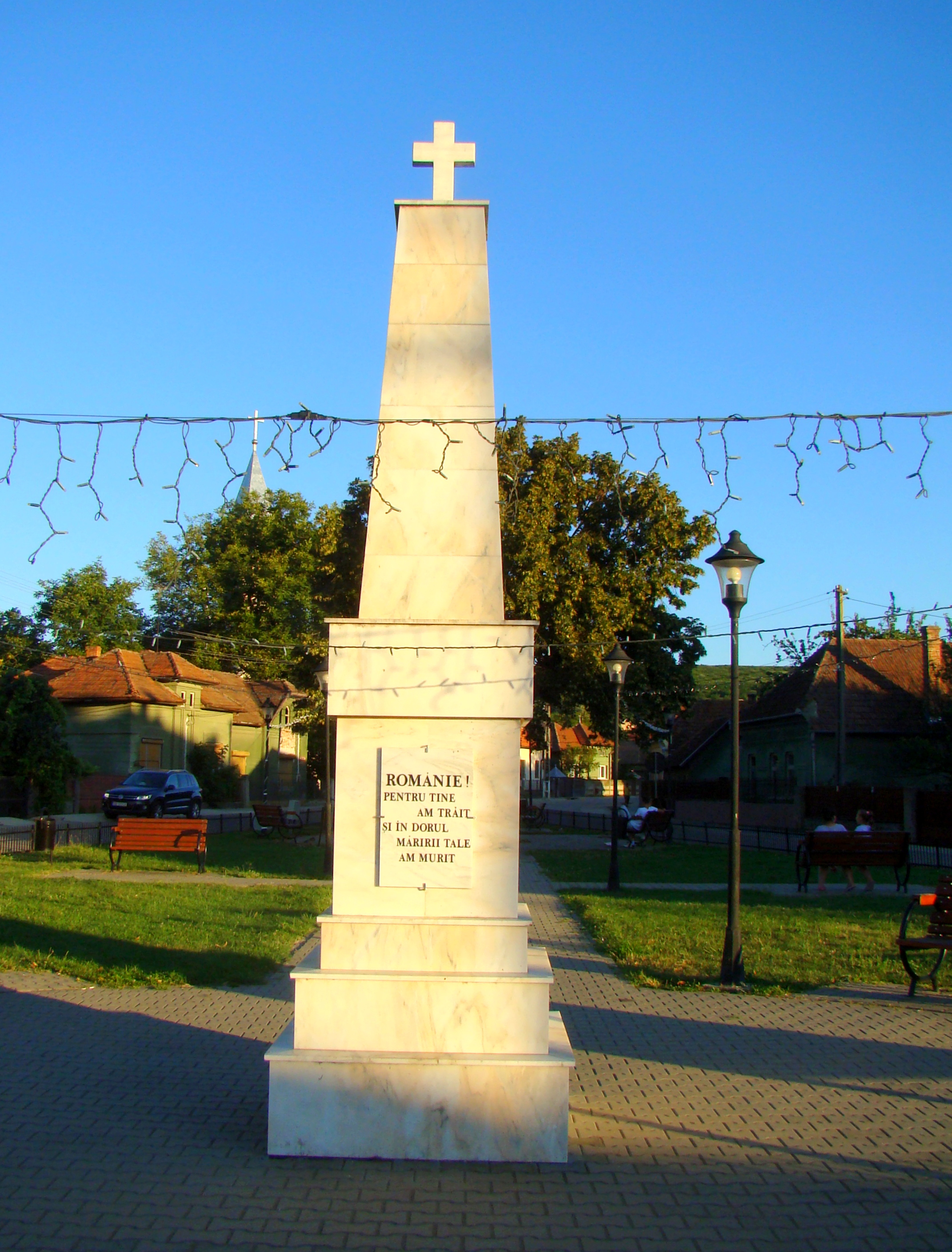
Monumentul Eroilor
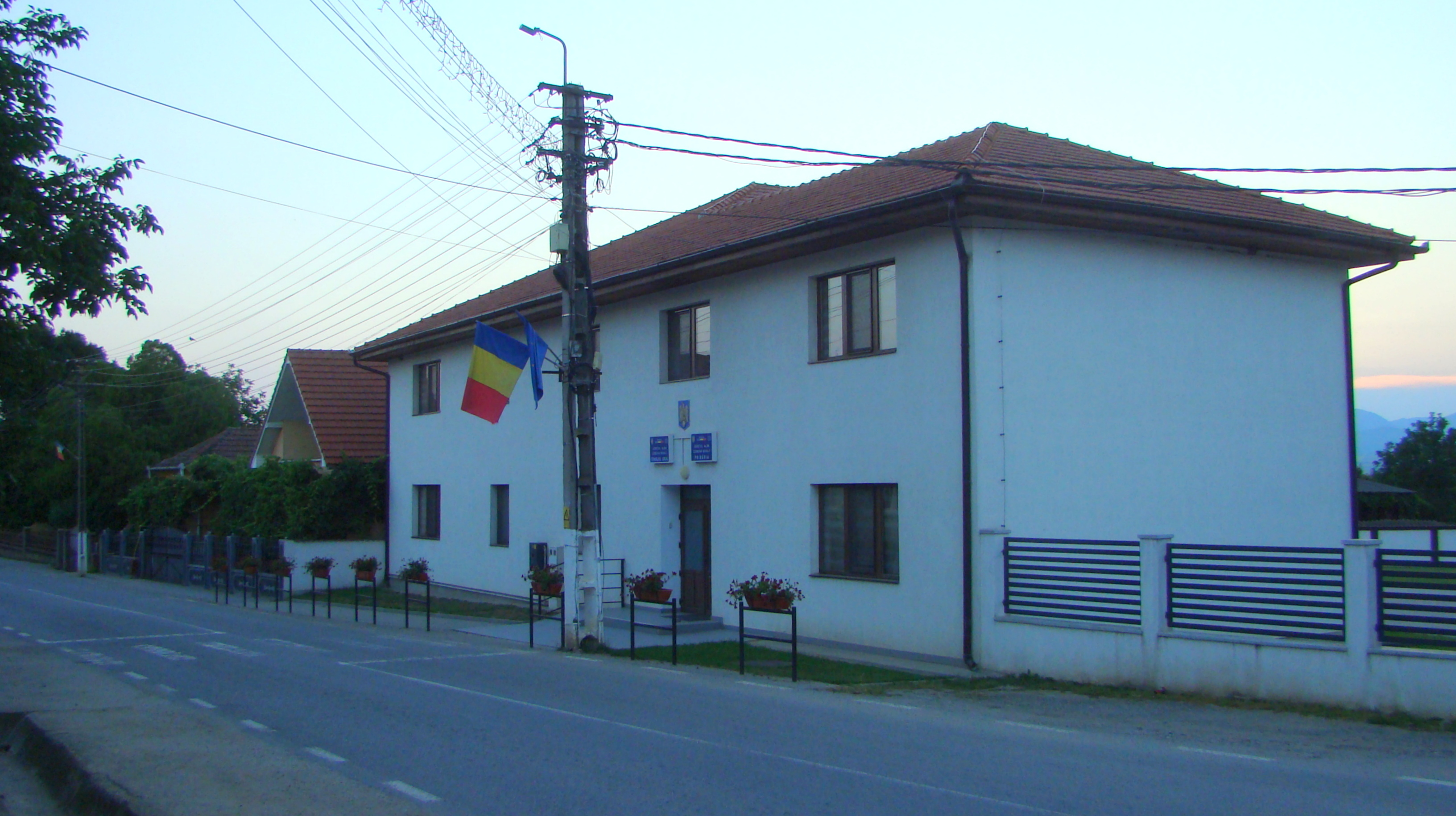
Primăria
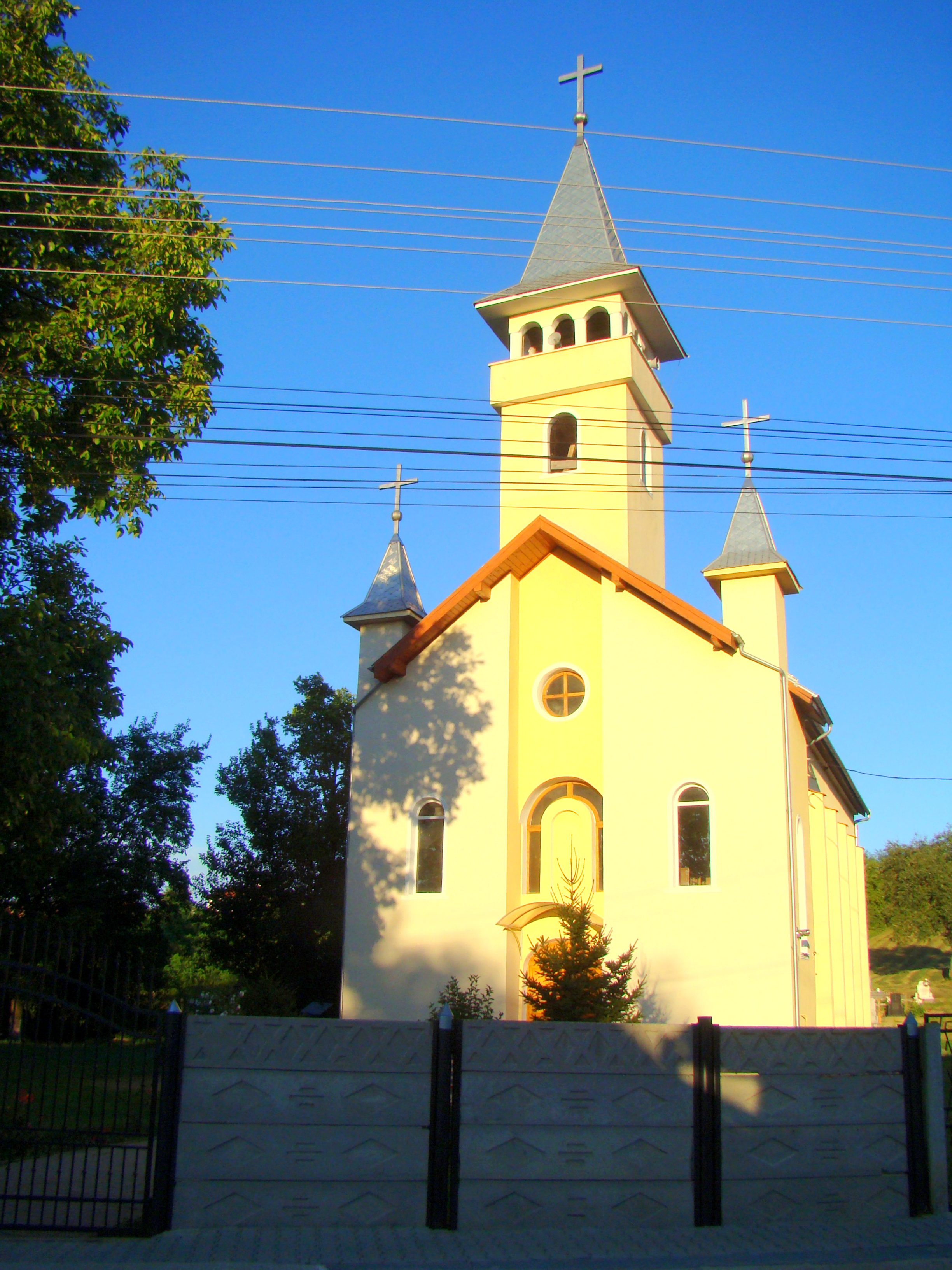
Biserica „Schimbarea la Față”, greco-catolică
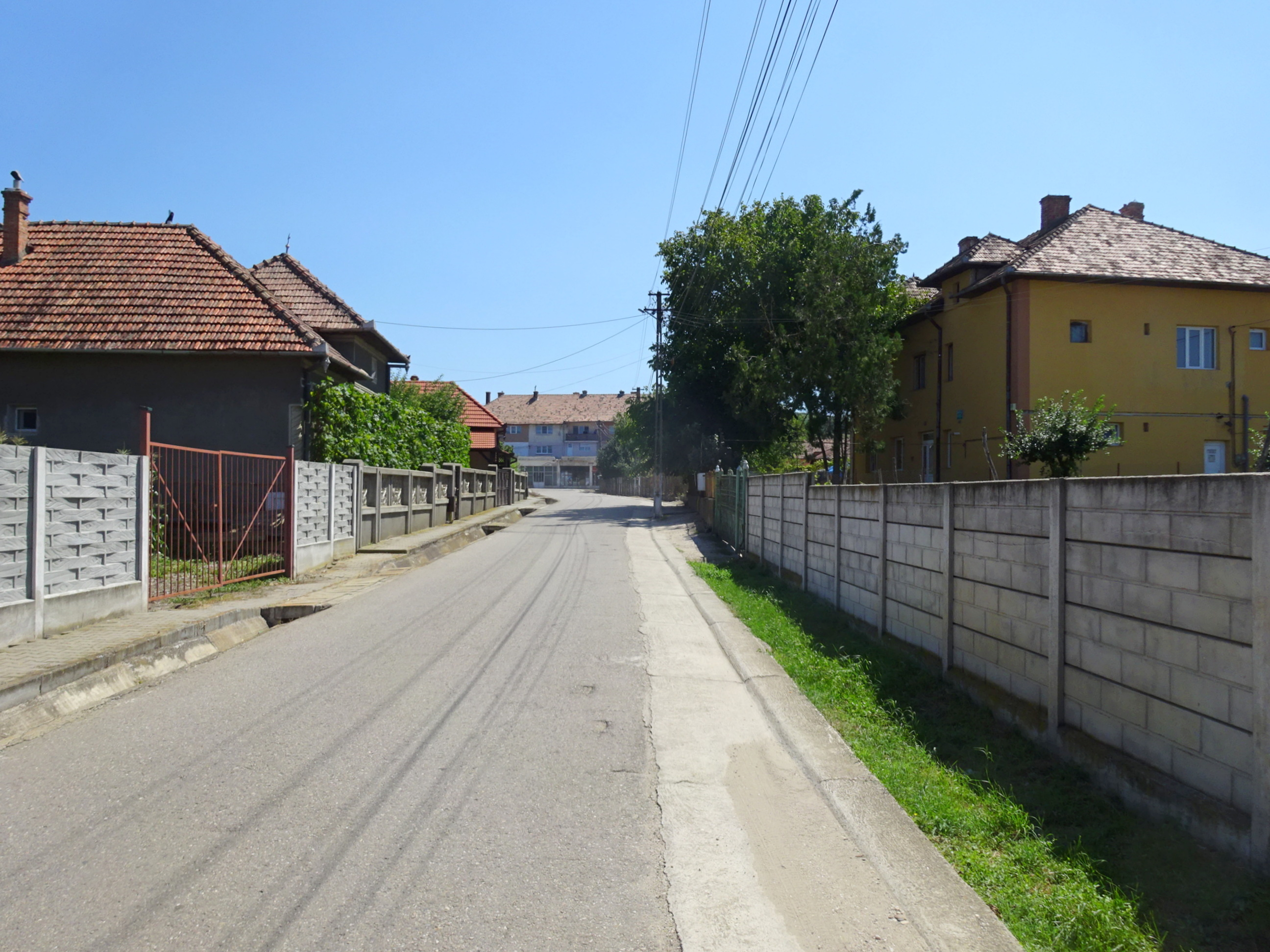
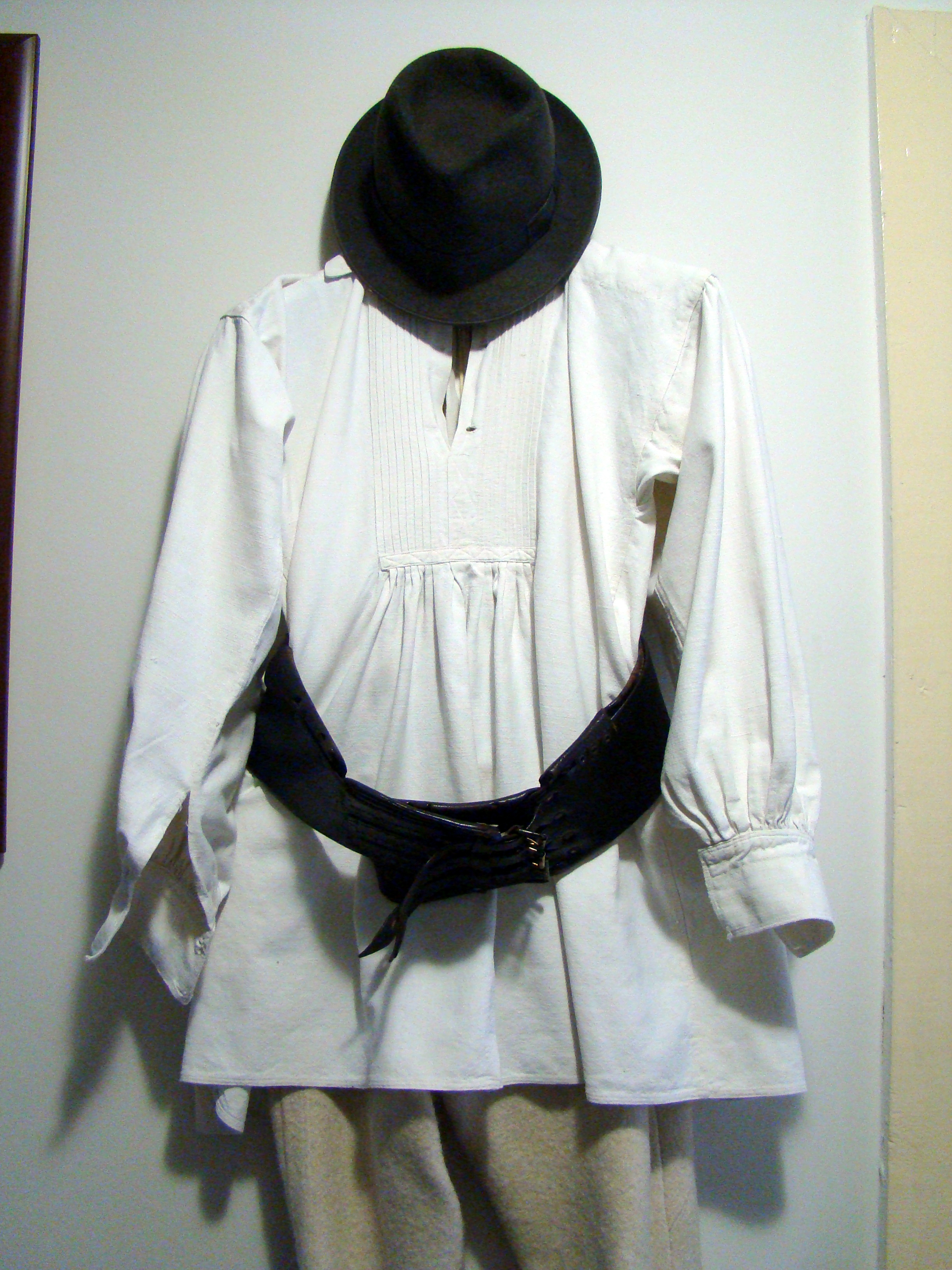
Port popular din Mihalț
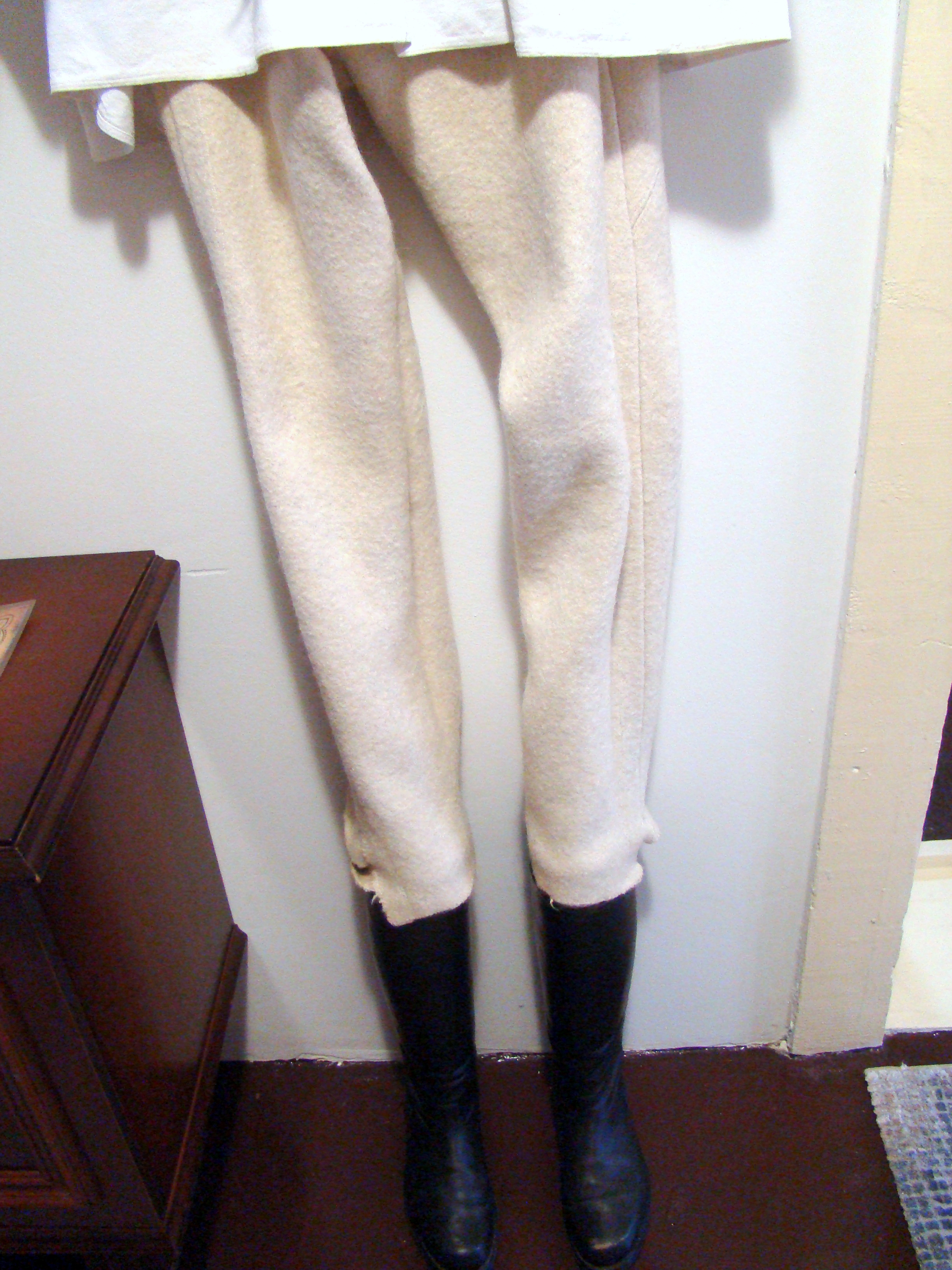
Port popular din Mihalț
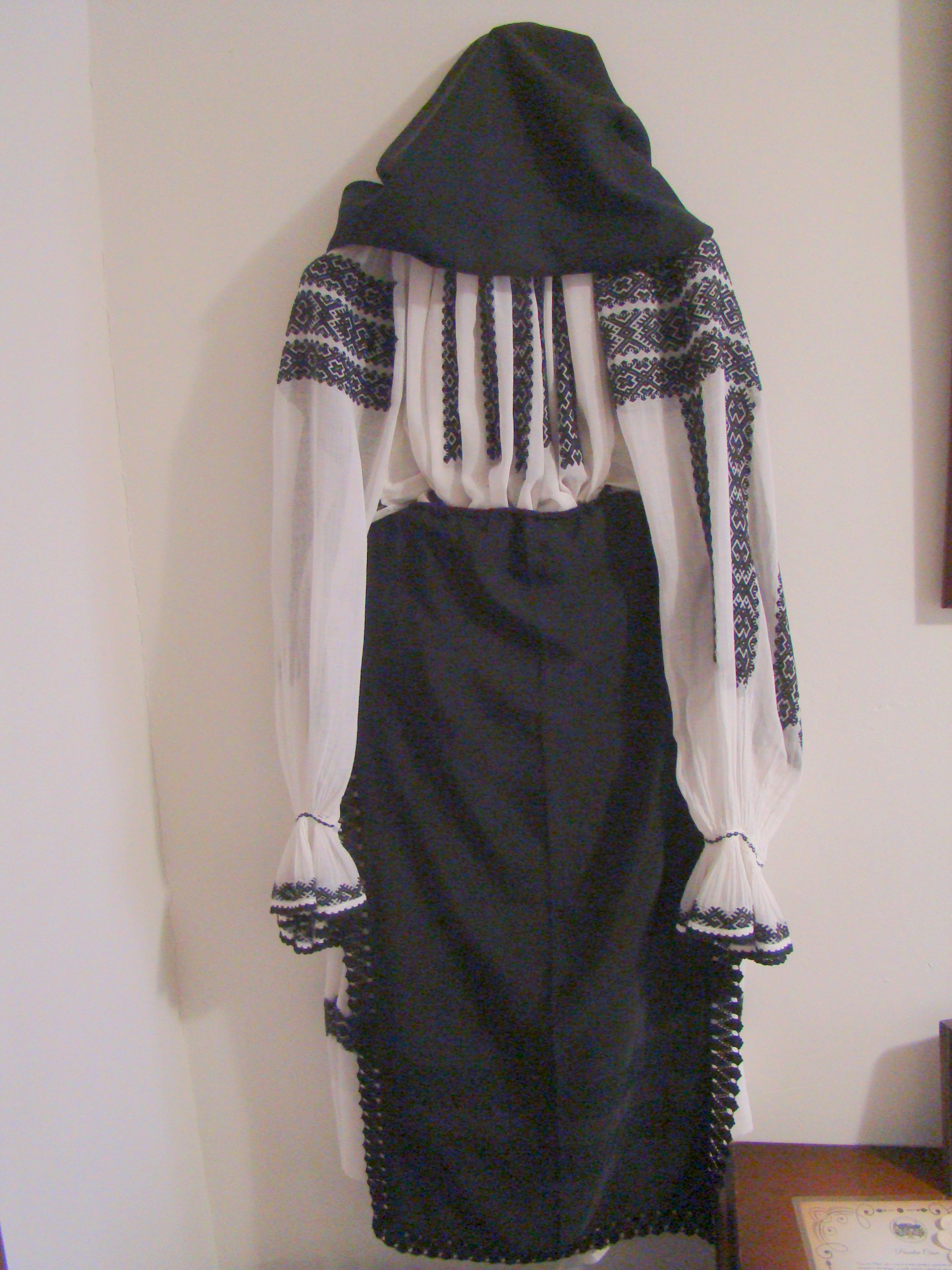
Port popular din Mihalț
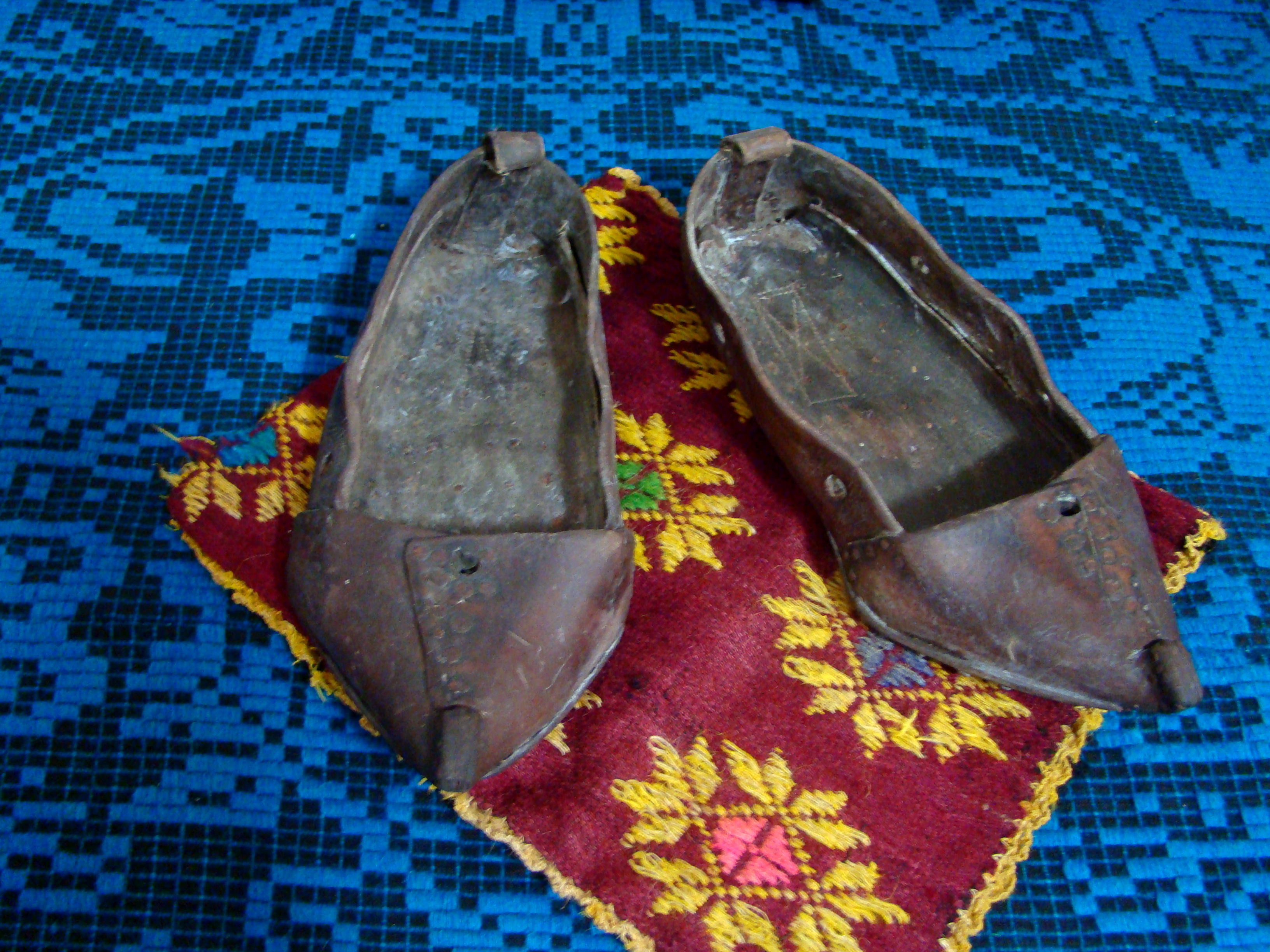
Opinci din piele de porc
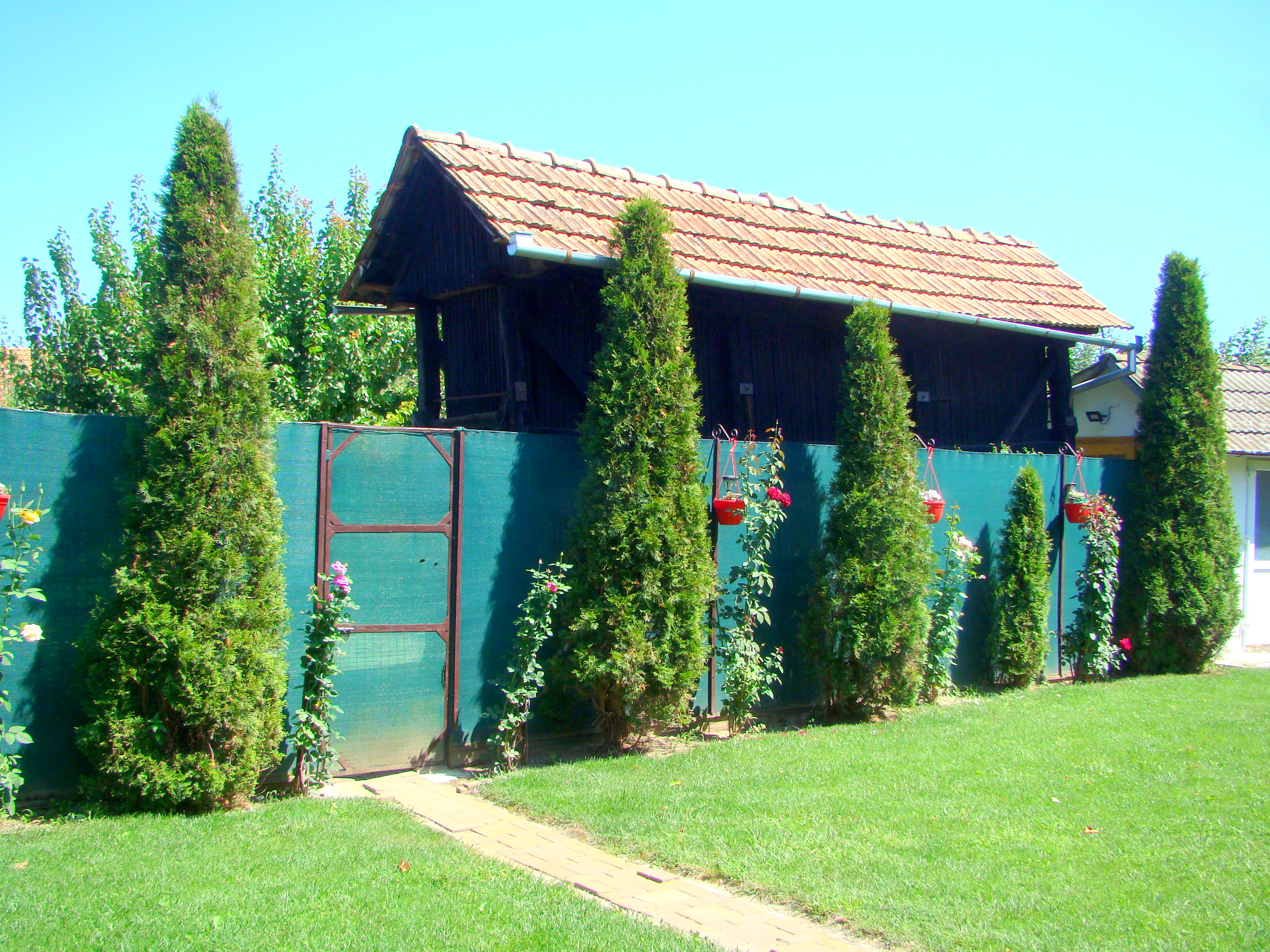
Coșer pentru porumb cu o vechime de cca 100 de ani
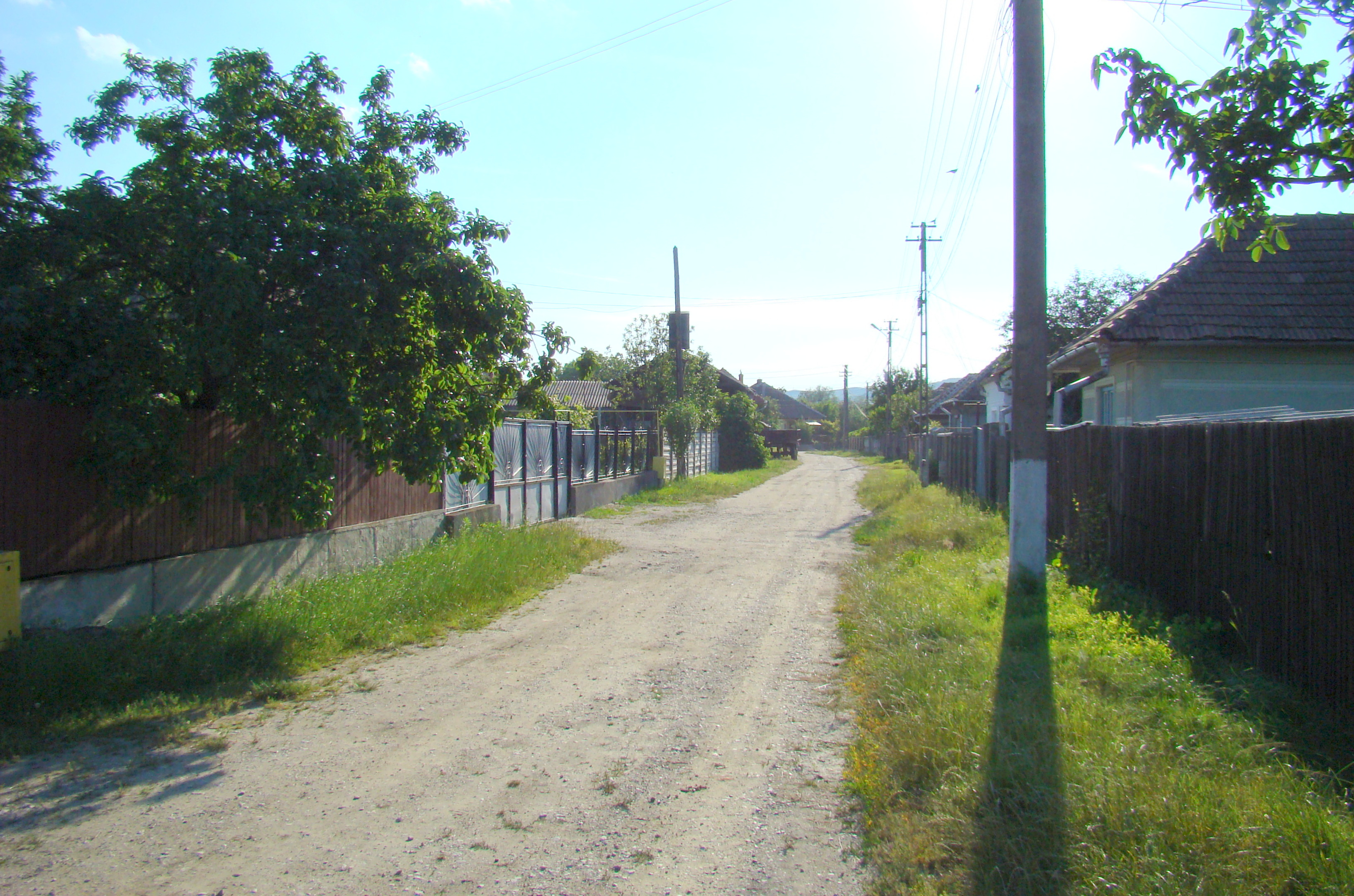
Cistei
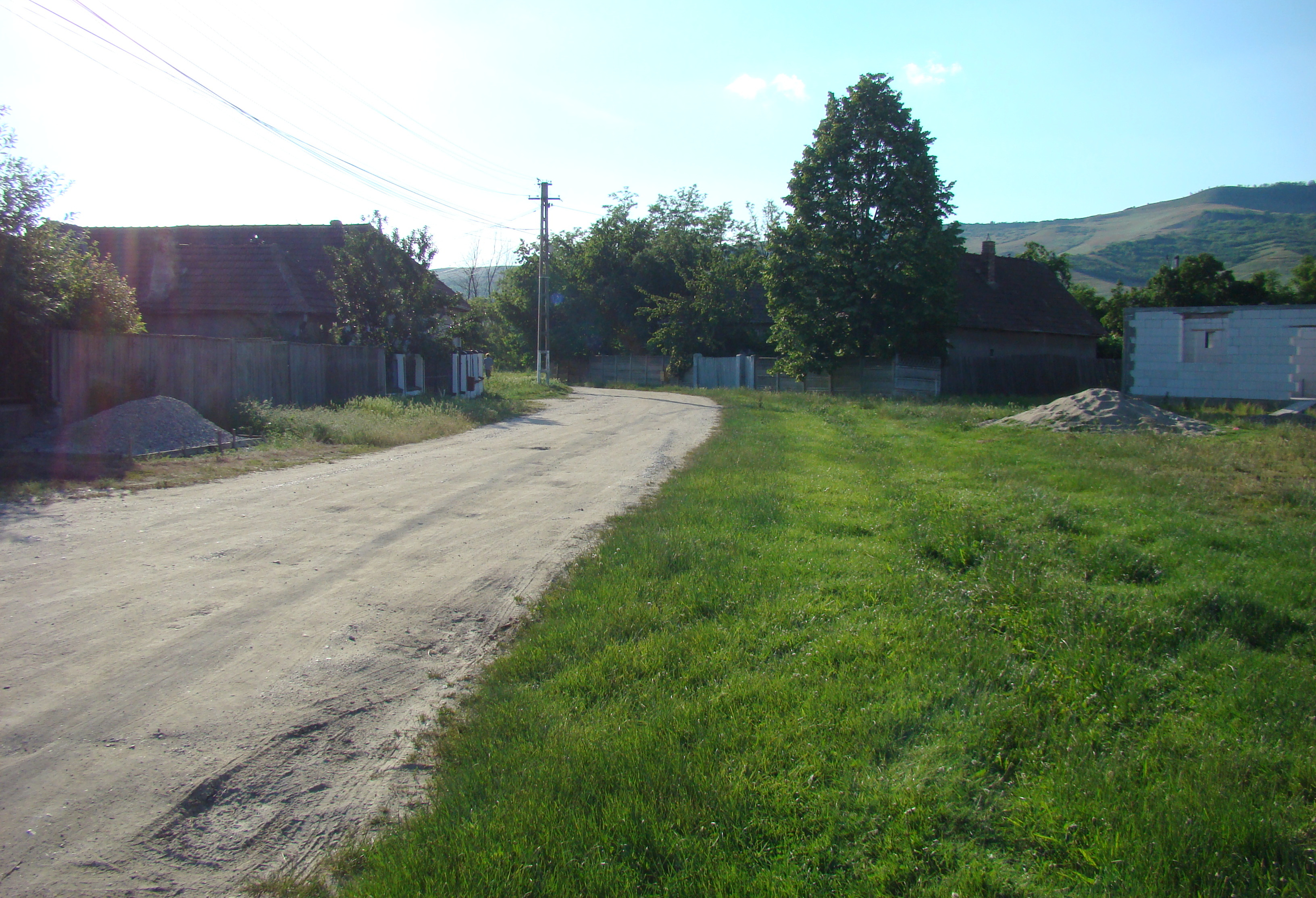
Cistei
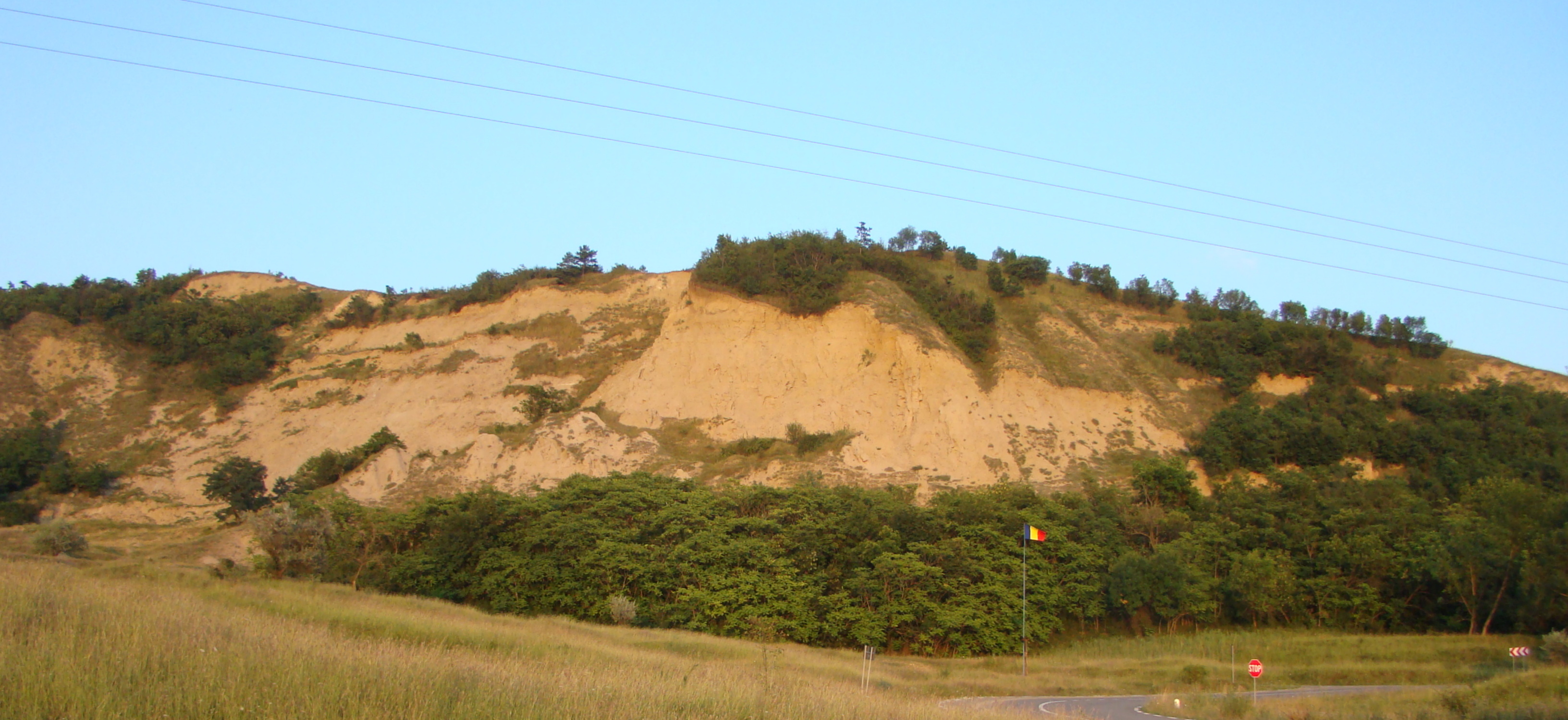
Coasta Zărieșului
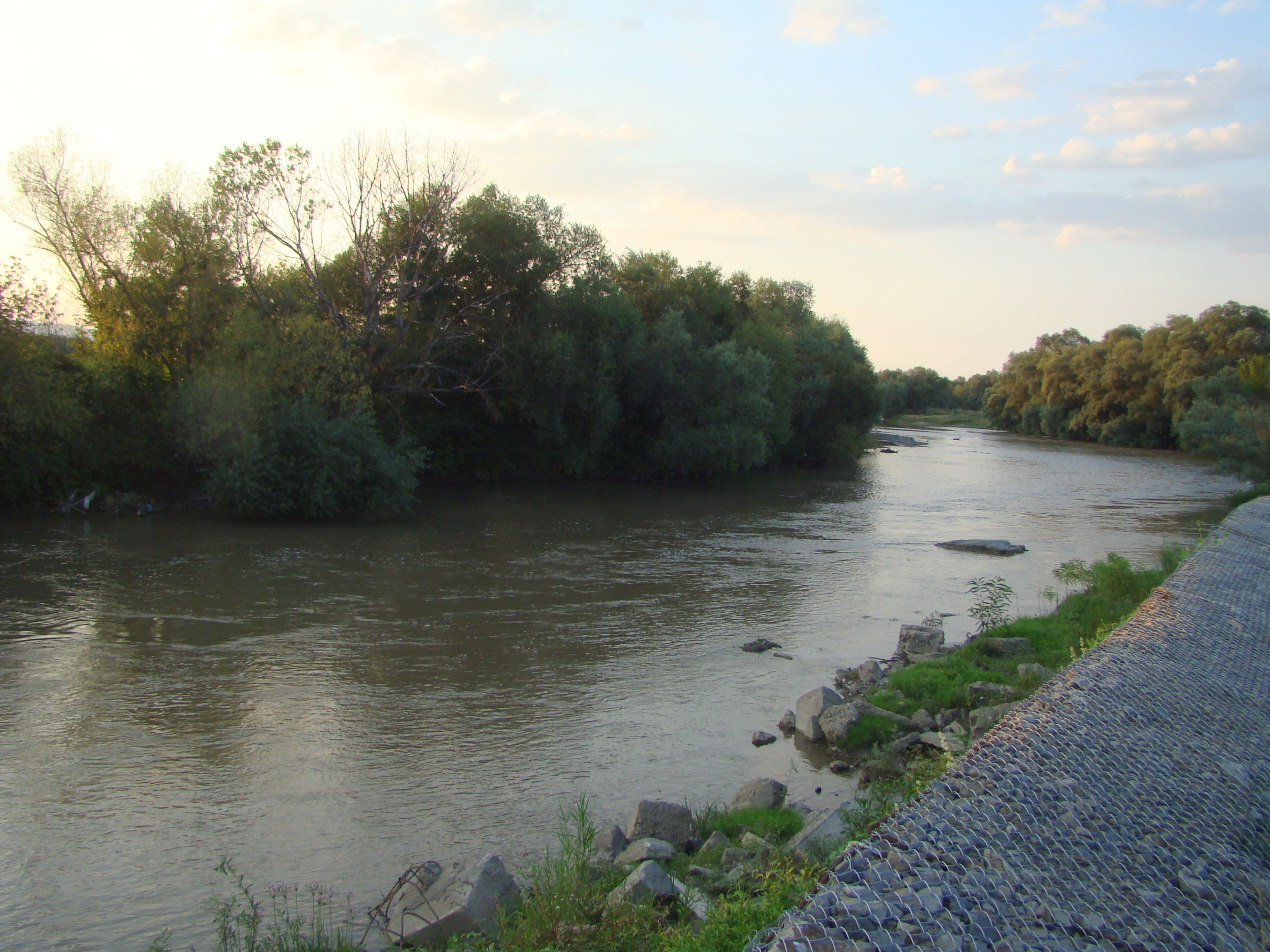
Râul Mureș la Zărieș
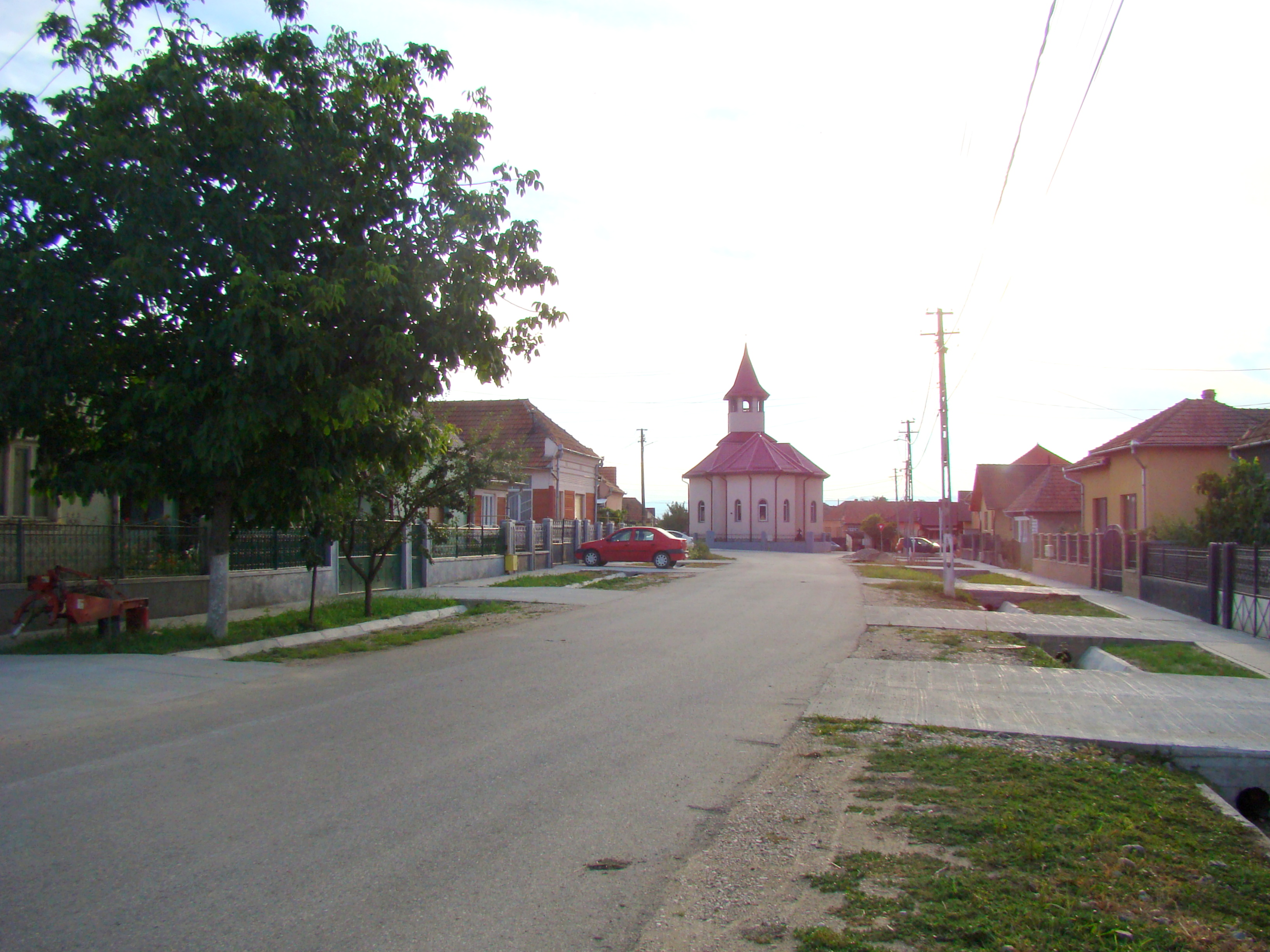
Obreja
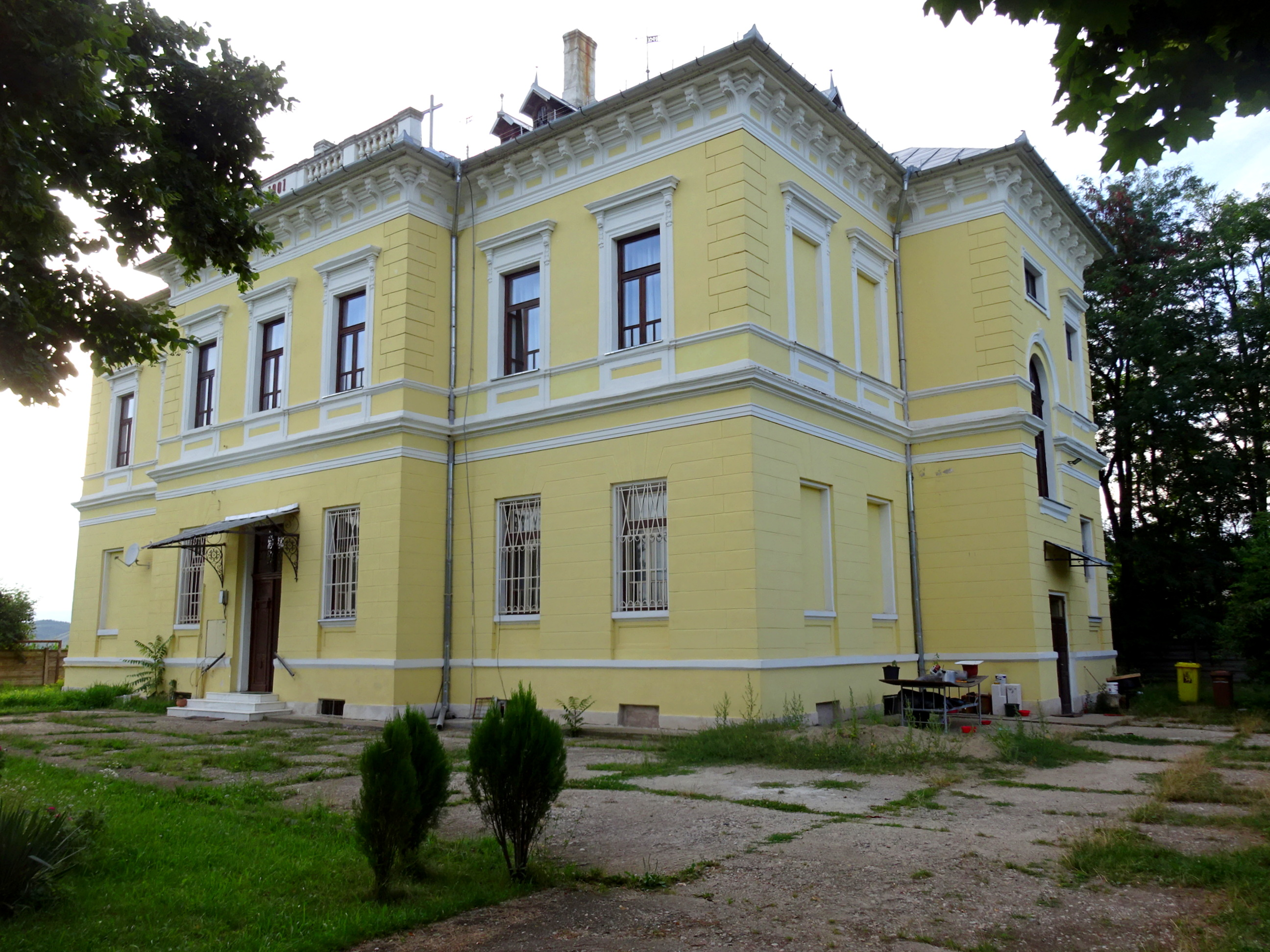
Castelul Wesselényi din Obreja
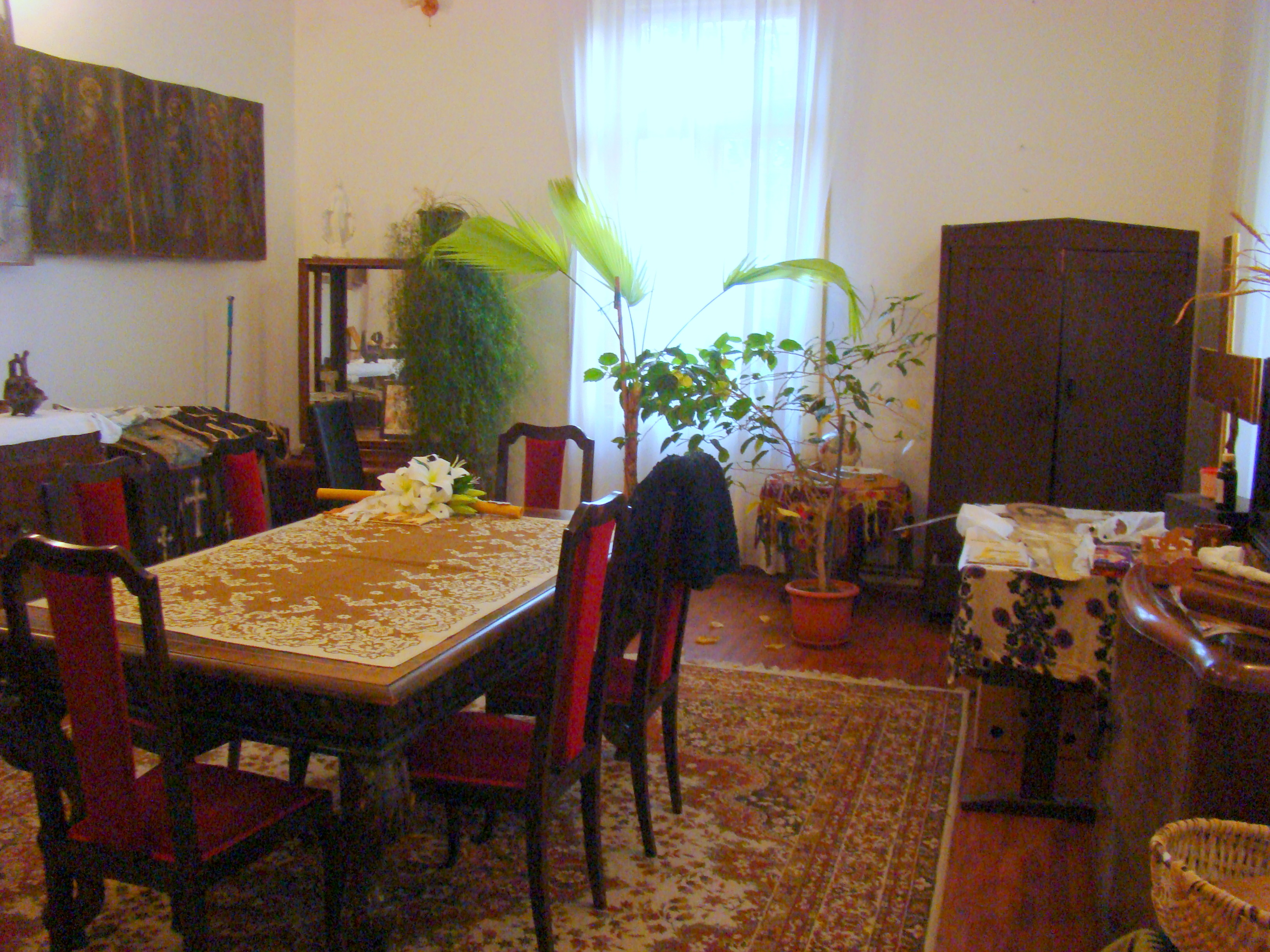
Interior
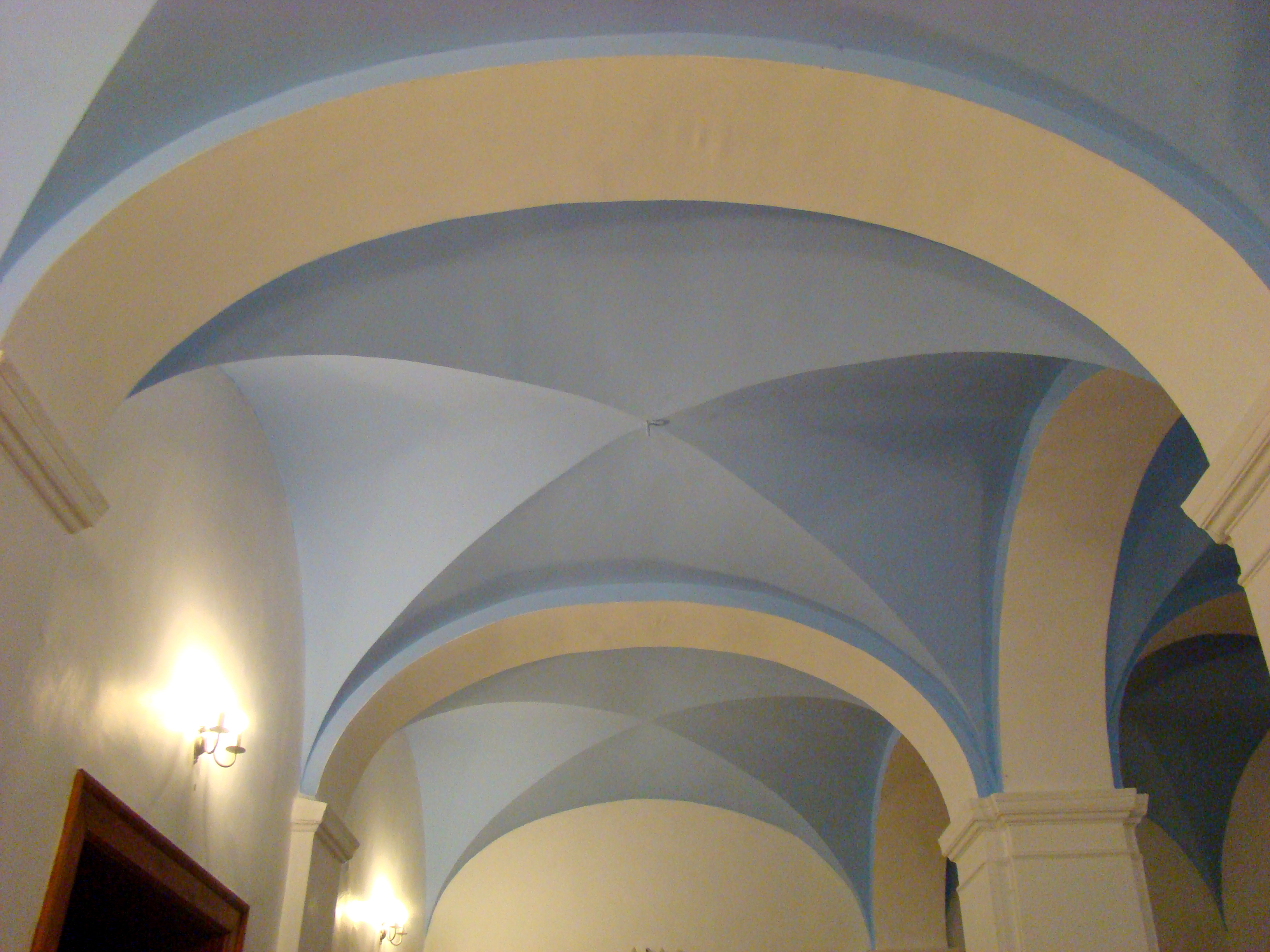
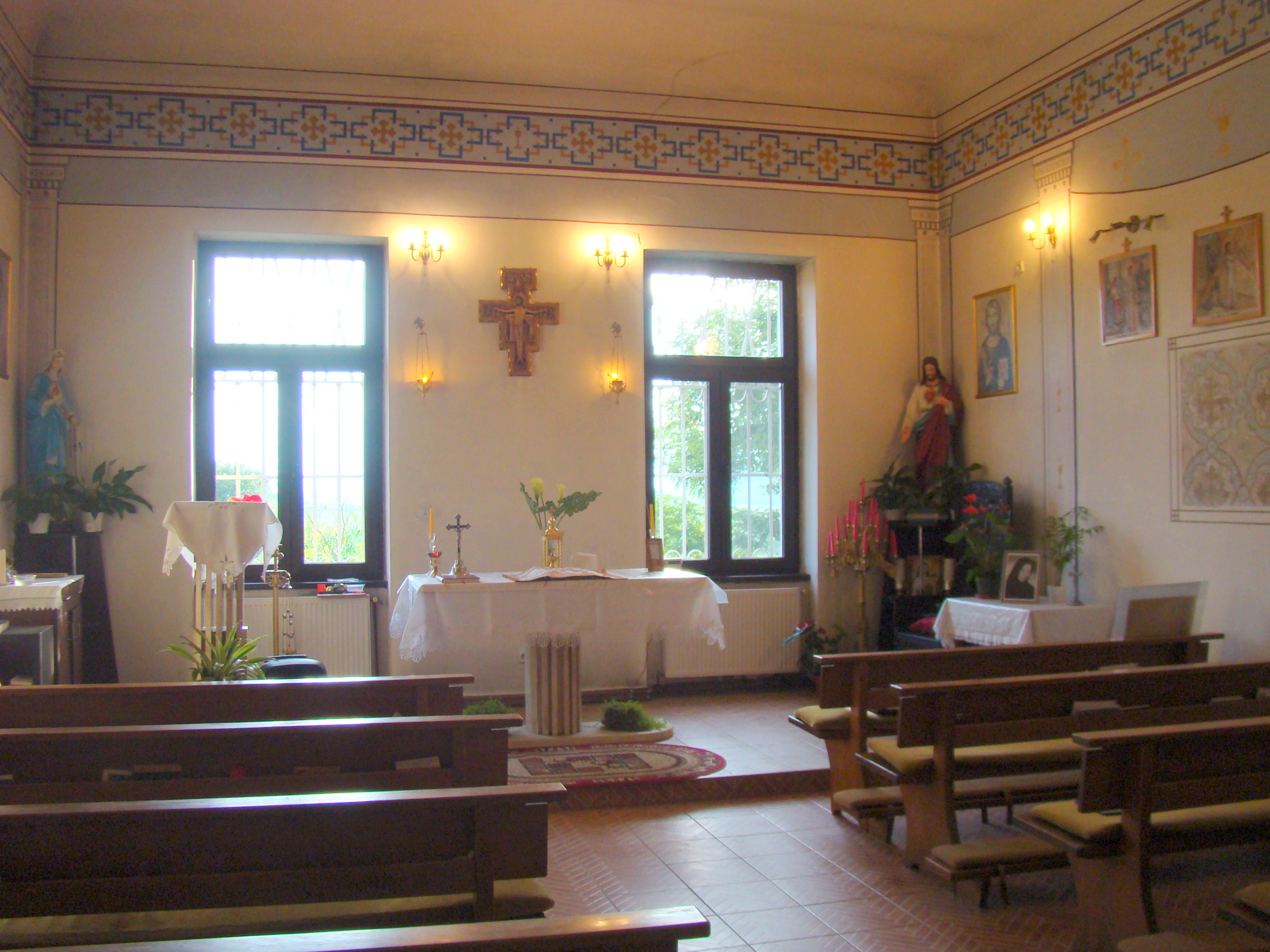
Capela
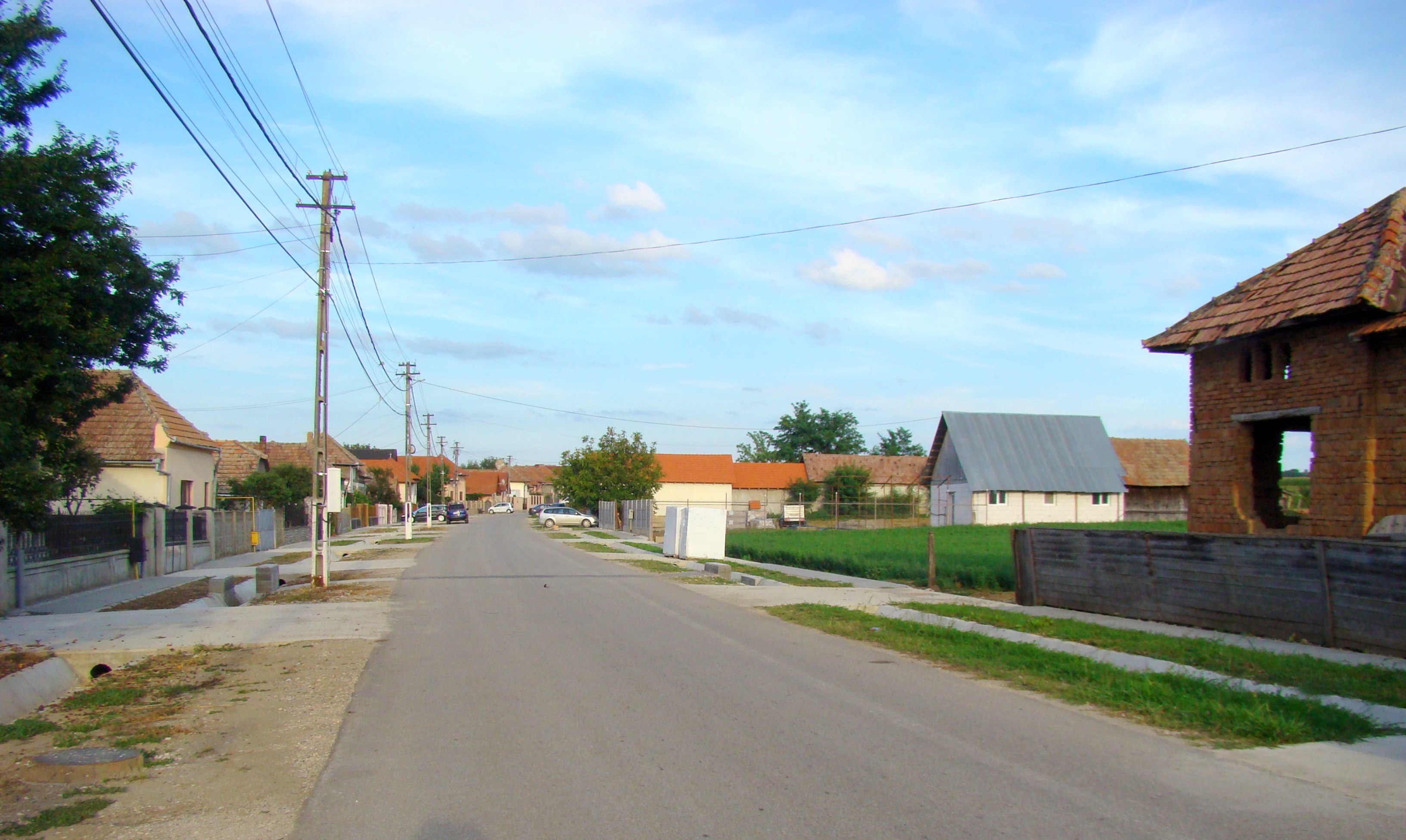
Obreja